# Джонсон, Адриан
Адриан Оуэн Джонсон (англ. Adrian Owen Johnson; 13 января 1883 — 14 сентября 1964) — американский сценарист эпохи немого кино, автор сценариев к ряду самых кассовых фильмов студии Fox Film. Его работы часто экранизировались с участием Теды Бары, и именно Джонсон написал сценарий к фильму «Клеопатра» (1917), в котором история любви Антония и Клеопатры была показана с точки зрения Хамарачи.
Хотя Джонсон считался одним из ведущих сценаристов студии Fox в 1910-х годах, о его биографии известно крайне мало. Он практически не давал интервью и не привлекал внимания прессы. Тем не менее, сохранившиеся рабочие материалы свидетельствуют о его внимательном подходе к сценарному делу. Особенно ценными являются его подробные записи, оставленные при подготовке к съёмкам «Клеопатры», которые дают редкое представление о процессе разработки сценария в раннем американском кинематографе.
Помимо работы над фильмами, Джонсон разработал и запатентовал собственную обучающую систему сценарного мастерства — Adrian Johnson Photoplay System, рассчитанную на широкую аудиторию. Курс включал 20 уроков и словарь терминов, обещая «сделать провал невозможным».

## Фильмография
- «Ромео и Джульетта» (1916)
- «Клеопатра» (1917)
- «Саломея» (1918)